# Tephritopyrgota arota
Tephritopyrgota arota är en tvåvingeart som beskrevs av Eugène Séguy 1935. Tephritopyrgota arota ingår i släktet Tephritopyrgota och familjen Pyrgotidae.
Artens utbredningsområde är Madagaskar. Inga underarter finns listade i Catalogue of Life.